# چهار نفر در مرز
چهار نفر در مرز (انگلیسی: Cuatro en la frontera) یک فیلم جنایی اسپانیایی است که در سال ۱۹۵۸ منتشر شد. از بازیگران آن می‌توان به ژرارد تیشی و فرانک لاتیمور اشاره کرد.